# 에리크 하울라
에리크 하울라(핀란드어: Erik Haula, 1991년 3월 23일~)는 핀란드의 아이스하키 선수로 포지션은 레프트윙과 센터이다. 현재 내셔널 하키 리그(NHL)의 뉴저지 데블스 소속으로 뛰고 있다. 이전에는 미네소타 와일드와 베이거스 골든 나이츠, 캐롤라이나 허리케인스, 플로리다 팬서스, 내슈빌 프레더터스, 보스턴 브루인스에서 뛰었다.
국제 대회에서는 핀란드 국가대표팀의 소속으로 활동했으며, 세계 선수권 대회에 1회 참가하여 준우승 1회(2014)를 차지했다.